# 9 Piscium
9 Piscium är en misstänkt variabel stjärna  i stjärnbilden  Fiskarna.
9 Psc varierar mellan visuell magnitud +6,24 och 6,25 utan någon fastställd periodicitet.